# 彼得·本内特
彼得·本内特（英語：Peter Bennett，1926年7月11日—2012年7月4日），澳大利亚男子水球运动员。他曾代表澳大利亚参加1950年大英帝国运动会水球比赛，获得一枚金牌。他也曾参加1952年和1956年夏季奥运会。